# Chebské antependium

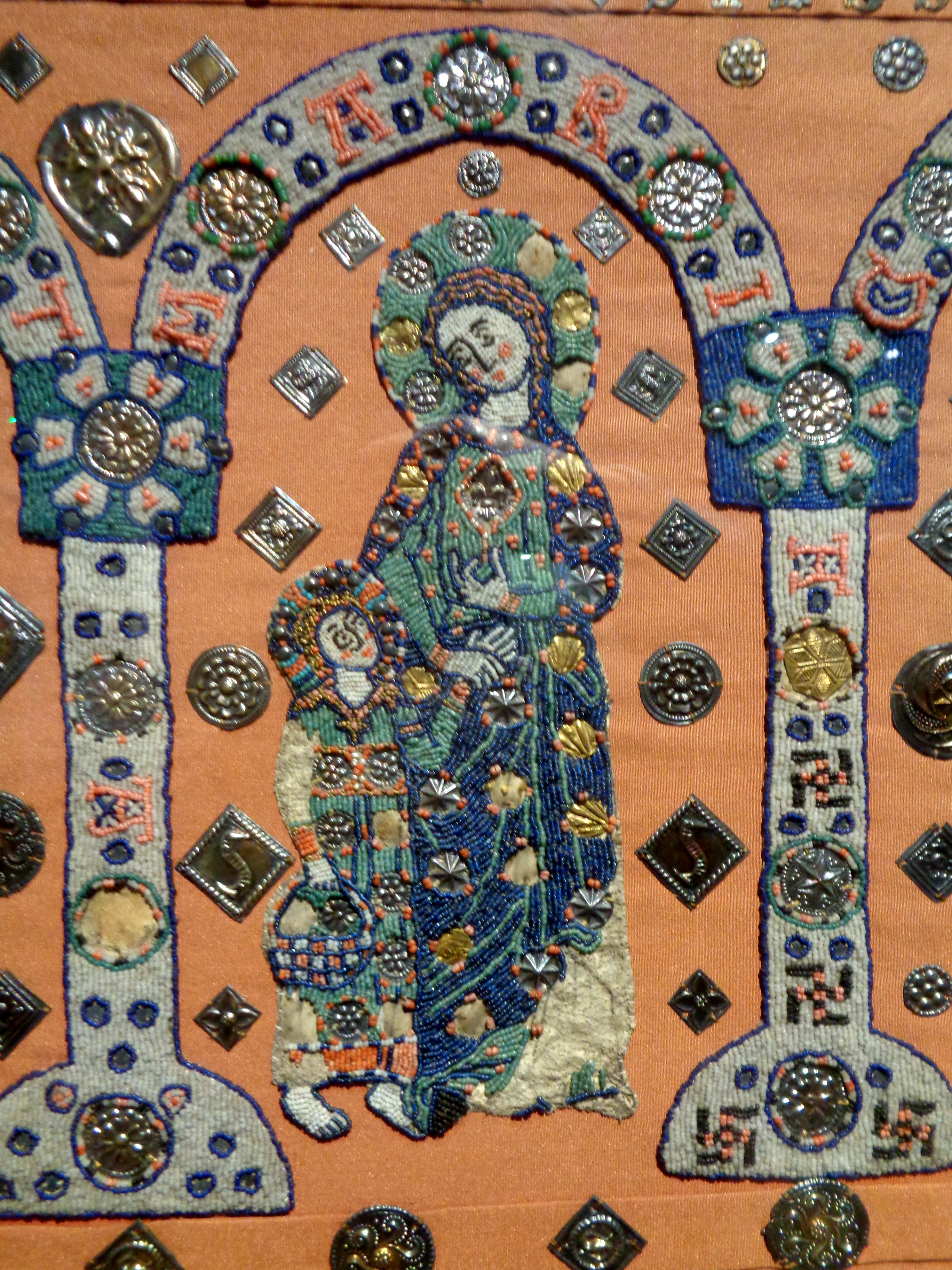
oltářní závěs - chebské muzeum

Chebské antipendium je vzácná tkanina ze 14. století. Antipendium či antependium je zdobený oltářní závěs či kryt (též pallium oltářní), jež zakrývá čelní stěnu oltářní mensy. Chebské antipedium bylo utkáno asi v roce 1310 chebskými klariskami (viz též Klášter klarisek v Chebu) a patří nejvýznamnějším památkám uměleckého řemesla na území Čech. Má rozměry 7 stop na šířku a 3 stopy na výšku. Je zde zobrazeno 20 postav svatých. V horní řadě ANG GABRIEL, MARIA, AGATA, MARIA, CLARA, MARIA, KATERINA, LUCIA, BARBARA a BIBIANA. V dolní řadě IOHANNES, IACOBUS, IACOBUS, MARGARET, MARIA, IESVS, AGNETIS, CAECILIA, KVNIGVNDS a VRSVLA. 
Jako chebské antependium bývá ovšem též označováno vzácné barokní antependium z měděného plechu, postříbřené a pozlacené. Jeho zhotovitelem byl zlatník Johann Georg Göhringer a pochází asi z roku 1720.